# إيرني شيبرد
إيرني شيبرد (بالإنجليزية: Ernie Shepherd) (14 أغسطس 1919 في المملكة المتحدة - 1 يناير 2001) هو مدرب كرة قدم ولاعب كرة قدم بريطاني (وحمل سابقاً جنسية المملكة المتحدة لبريطانيا العظمى وأيرلندا) في مركز الهجوم. لعب مع كوينز بارك رينجرز ونادي فولهام وهال سيتي ووست بروميتش ألبيون.

## وصلات خارجية
Error: Invalid line "[[توم ماثر|Mather]] [[:en:Tom Mather|<sup class=reference title="Tom Mather">[الإنجليزية]</sup>]][[تصنيف:صفحات بها وصلات إنترويكي]]" at قالب:مدربو نادي ساوثيند يونايتد